# William Burton (golfista)
William Waldo Burton (Vicksburg, 26 novembre 1875 – Denver, 22 luglio 1914) è stato un golfista statunitense.

## Carriera
Burton partecipò al torneo individuale di golf ai Giochi olimpici di Saint Louis 1904, in cui giunse trentatreesimo a pari merito con Bart Adams.